# Orhan Kiliç
Orhan Kiliç (* 19. Oktober 1974 in Berlin; türkisch: Orhan Kılıç) ist ein deutsch-türkischer Schauspieler.

## Leben
Kiliçs Eltern stammen aus Giresun im Nordosten der Türkei. Er wuchs als jüngstes Kind in bescheidenen Verhältnissen auf. Seine Schauspielausbildung erhielt er an der Hochschule der Künste (HdK Berlin). 2000–2001 spielte er Theater bei der Berliner Company. Nebenbei jobbte er in Berliner Bars als Kellner und Barkeeper, um sich seinen Lebensunterhalt zu verdienen. 2002–2004 war er festes Ensemblemitglied am Landestheater Stendal.
2004 ging er, auf der Suche nach seinen türkischen Wurzeln, in die Türkei, wo er zunächst nur für zwei Monate bleiben wollte. Er erhielt dort jedoch sofort ein Angebot für die türkische Fernsehserie Herbstbrand (Güz Yangını), in der er ab 2005 in der Rolle des Sefa zu sehen war. 2006 folgte in der Türkei die nächste Hauptrolle als Geheimagent im mehrteiligen Politthriller Stille Kammer (Sağır Oda). In der Türkei wurde Kiliç ein populärer Fernsehschauspieler, avancierte dort zum Publikumsliebling und entwickelte sich zu einem Superstar des türkischen Fernsehens. Er gilt in seinem Heimatland als der „türkische James Bond“.
Nach fast 11 Jahren, in denen er in der Türkei lebte und arbeitete, kehrte er 2015 wieder fest nach Deutschland zurück. Er drehte, unter der Regie von Züli Aladağ, den Fernsehfilm Die Opfer – Vergesst mich nicht, produziert von Das Erste, der als zweiter Teil einer Trilogie namens Mitten in Deutschland: NSU lief, und erstmals am 4. April 2016 in der ARD ausgestrahlt wurde. Kiliç verkörperte darin, an der Seite von Almila Bagriacik, die seine Tochter Semiya spielte, den türkischen Blumenhändler Enver Şimşek, der im Herbst 2000 in Nürnberg das erste Opfer der Mordserie der terroristischen Vereinigung „Nationalsozialistischer Untergrund“ (NSU) wurde.
Im SWR-Tatort: Im gelobten Land (Erstausstrahlung: Februar 2016) hatte Kiliç eine Nebenrolle; er verkörperte den Asylbewerber Jamal.
In dem ZDF-„Herzkino“-Film Ein Sommer auf Zypern, der im Mai 2017 erstausgestrahlt wurde, hatte er eine der Hauptrollen; er spielte, an der Seite von Ivan Anderson, den zypriotischen Textil-Exportunternehmer Aiven Basdekis, der erfährt, dass er einen 11-jährigen Sohn aus einem One-Night-Stand mit einer Deutschen hat. Im Dezember 2017 war Kiliç in der ZDF-Serie Der Kriminalist in einer Episodenrolle zu sehen; er spielte den Berliner Sozialarbeiter Harras Lehwald.
Kiliç lebt seit 2005 in Istanbul; in Berlin besitzt er außerdem eine kleine Wohnung in Berlin-Kreuzberg, die er auch während seiner Zeit in der Türkei behalten hatte. Er ist seit 2010 verheiratet und Vater eines Sohnes.
Kiliç schrieb das Buch Politik Futbol, das im Jahre 2017 erschien.

## Filmografie (Auswahl)
- 2000: Freunde (Kinofilm)
- 2003: Wolffs Revier: Taxi zum Mond (Fernsehserie, eine Folge)
- 2005: Güz Yangını (Fernsehserie)
- 2006–2007: Sağır Oda (Fernsehserie)
- 2008: Derdest (Fernsehserie)
- 2009: Aşk Bir Hayal (Fernsehserie)
- 2011: Zehirli Sarmaşık (Fernsehserie)
- 2013: Osmanlı'da Derin Devlet (Fernsehserie)
- 2014: Diğer Yarım (Fernsehserie)
- 2015: Kara Kutu (Fernsehserie)
- 2016: Tatort: Im gelobten Land (Fernsehfilm)
- 2016: Die Opfer – Vergesst mich nicht (Fernsehfilm)
- 2017: Ein Sommer auf Zypern (Fernsehfilm)
- 2017: Der Kriminalist: Die offene Tür (Fernsehserie, eine Folge)
- 2024: Ellbogen